# مايكروسوفت سارفيس
مايكروسوفت سارفيس Microsoft Surface هو جهاز لوحي من إصدار شركة مايكروسوفت وهو متوفر بنسختين الأولى تعمل بمعالج بمعمارية أي أر أم والأخرى بمعالج من إنتل كور I5 .
أما الكيبورد فانها ستكون متوفرة بخيارين وهما التاتش كفر touch cover يعمل باللمس المتعدد وسمكه 3 ملي متر والخيار الثاني وهو تايب كفر type cover ويعمل بالضغط على الأزرار وسمكه 5 ملم وفيه ازرار حقيقية وليست لمس . أيضا توجد قاعدة للجهاز اسمها kickstand وقطعه تفتح من الخلف لتتمكن المستخدم من وضع الجهاز على طاولة بسهولة
- الحاسب الذي يعمل بمعالجات إي آر إم متوفر بسعتي تخزين 32 و 64 غيغابايت، أما المزودة بمعالجات إنتل تملك سعتي 64 و 128 غيغابايت.
وكلا من الطرازين ياتي بكاميرا امامية وكاميرا خلفية ومكبرات صوت ومايكروفونات ثنائية وقلم ضوئي palm block يعمل بالحبر الرقمي يمكن استخدامه على الشاشة للتعديل والكتابة على المستندات

## المشاكل المبلغ عنها
تحدث المستخدمون في منتدى دَعمُ مَايكْرُوسُوفْت أن بعض لوحات المفاتيح اللمسية المنفصلة كانت تنزلق من الشق الذي يصلها باللوحي كاشفة الأسلاك الخاصة به. وصرح المتحدث الرسمي لمايكروسوفت بأن الشركة تعي هذه المشكلة وستوفر استبدال مجاني للذين أثر هذا الخلل على اجهزتهم اللوحية.

## وصلات خارجية
- الموقع الرسمي لمايكروسوفت سارفيس